# 채소국

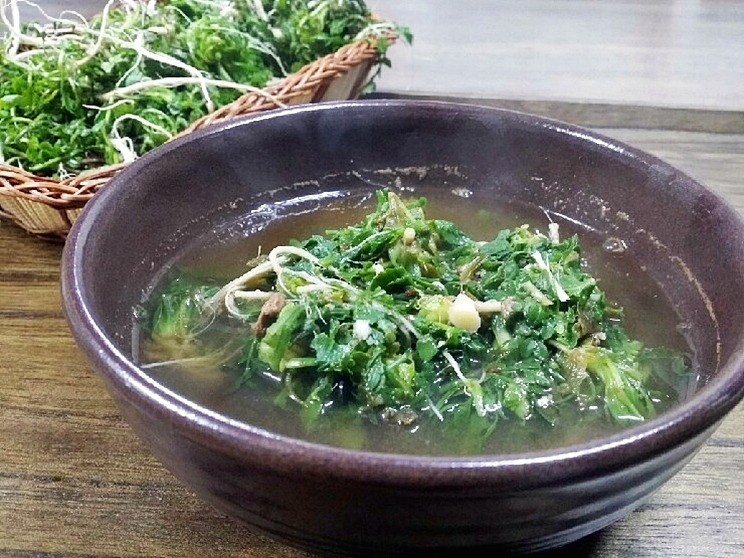
냉이된장국

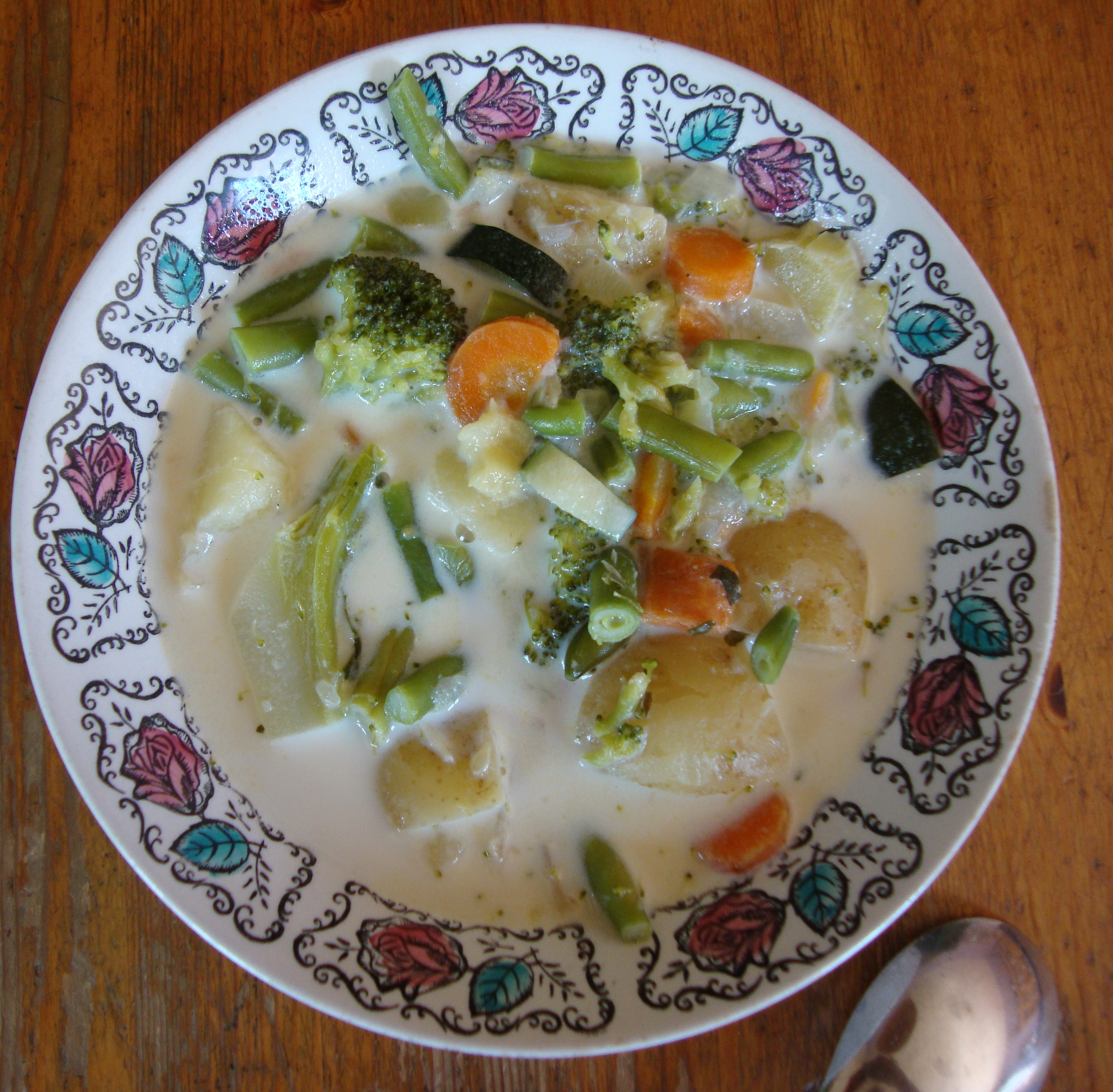
케새케이토 (핀란드)

채소국(菜蔬-)은 채소를 넣어 끓인 국이다. 고기를 넣지 않고 끓인 것은 소국(素-, 표준어: 솟국)이나 소탕(素湯)으로도 부르며, 어탕, 육탕과 함께 탕국의 일종이기도 하다. 감자, 양파, 당근, 셀러리 등을 넣어 끓인 서양식 수프를 채소 수프(菜蔬soup)나 야채 수프(野菜soup)로 부르기도 한다. 

## 지역별 채소국

### 아시아
한국에서는 감자를 넣어 끓인 감자국(감자탕), 고비를 넣어 끓인 고비국(미탕), 고사리를 넣어 끓인 고사리국(궐탕), , 냉이를 넣어 끓인 냉이국(제탕), 박을 넣어 끓인 박국(포탕), 배추를 넣어 끓인 배추국, 숙주나물을 넣어 끓인 숙주나물국, 쑥을 넣어 끓인 쑥국(애탕), 아욱을 넣어 끓인 아욱국, 참취를 넣어 끓인 취국, 콩나물을 넣어 끓인 콩나물국, 파를 넣어 끓인 파국(총탕), 팥잎을 넣어 끓인 팥잎국 등이 있다. 마른채소를 넣어 끓인 시래기국, 우거지국 등도 있으며, 오이냉국이나 콩나물냉국 등 찬국도 존재한다. 나물을 넣어 끓인 것은 나물국이나 채갱(菜羹)으로, 그중 산나물을 넣어 끓인 것은 산나물국(山---)이나 산채국(山菜-)으로 따로 부르기도 한다.

### 유럽
이탈리아에서는 여러 채소와 파스타 등을 넣어 끓인 미네스트로네(이탈리아어: minestrone)를 먹는다.
포르투갈에서는 콜라드와 감자 등을 넣어 끓인 칼두 베르드(포르투갈어: caldo verde)를 먹는다.
핀란드에서는 우유에 감자, 양파, 당근, 완두, 콜리플라워 등 채소를 넣어 끓인 케새케이토(핀란드어: kesäkeitto)를 먹는다.

## 같이 보기
- 고기국
- 생선국